# Litván férfi-kézilabdabajnokság (első osztály)
Az LRL (teljes nevén Lietuvos rankinio lyga) a legmagasabb osztályú litván férfi kézilabda-bajnokság. A bajnokságot 1991 óta rendezik meg. Jelenleg tíz csapat játszik a bajnokságban, a legeredményesebb klub a Granitas Kaunas, a címvédő a Dragūnas Klaipėda.

## Kispályás bajnokságok
| Év   | 1. hely                                           | 2. hely                                           | 3. hely                                           |
| ---- | ------------------------------------------------- | ------------------------------------------------- | ------------------------------------------------- |
| 1991 | Granitas Kaunas                                   | Vytis Kaunas                                      | Tauras Šiauliai                                   |
| 1992 | Granitas Kaunas                                   | Maistas Klaipėda                                  | Vytis Kaunas                                      |
| 1993 | Granitas Kaunas                                   | Tauras Šiauliai                                   | Maistas Klaipėda                                  |
| 1994 | Granitas Kaunas                                   | Tauras Šiauliai                                   | Maistas Klaipėda                                  |
| 1995 | Granitas Kaunas                                   | Ūla Varėna                                        | Tauras Šiauliai                                   |
| 1996 | Granitas Kaunas                                   | Lūšis Kaunas                                      | Universitetas Šiauliai                            |
| 1997 | Granitas Kaunas                                   | Universitetas Šiauliai                            | Lūšis Kaunas                                      |
| 1998 | Granitas Kaunas                                   | Universitetas Šiauliai                            | Klaipėda                                          |
| 1999 | Granitas Kaunas                                   | Lūšis-Akademikas Kaunas                           | Universitetas Šiauliai                            |
| 2000 | Granitas Kaunas                                   | Lūšis-Akademikas Kaunas                           | Universitetas Šiauliai                            |
| 2001 | Granitas Kaunas                                   | Lūšis-Akademikas Kaunas                           | Universitetas Šiauliai                            |
| 2002 | Granitas Kaunas                                   | Lūšis-Akademikas Kaunas                           | Ūla Varėna                                        |
| 2003 | Granitas Kaunas                                   | Lūšis-Akademikas Kaunas                           | Šviesa Vilnius                                    |
| 2004 | Granitas Kaunas                                   | Ūla Varėna                                        | Šviesa Vilnius                                    |
| 2005 | Granitas Kaunas                                   | Viking Malt Panevėžys                             | Ūla Varėna                                        |
| 2006 | Viking Malt Panevėžys                             | Lūšis-Akademikas Kaunas                           | HC Vilnius                                        |
| 2007 | Viking Malt Panevėžys                             | HC Vilnius                                        | Granitas Kaunas                                   |
| 2008 | Granitas Kaunas                                   | HC Vilnius                                        | Viking Malt Panevėžys                             |
| 2009 | Granitas Kaunas                                   | Lūšis Kaunas                                      | HC Vilnius                                        |
| 2010 | Žemaitijos dragūnas Klaipėda                      | Lūšis Kaunas                                      | Granitas Kaunas                                   |
| 2011 | Žemaitijos dragūnas Klaipėda                      | Lūšis Kaunas                                      | Alytaus RK                                        |
| 2012 | Žemaitijos dragūnas Klaipėda                      | Granitas Kaunas                                   | Lūšis Kaunas                                      |
| 2013 | Dragūnas Klaipėda                                 | Alytaus RK                                        | Lūšis Kaunas                                      |
| 2014 | Dragūnas Klaipėda                                 | Šviesa Vilnius                                    | Alytaus RK                                        |
| 2015 | Dragūnas Klaipėda                                 | Alytaus RK                                        | Šviesa Vilnius                                    |
| 2016 | Alytaus RK                                        | Dragūnas Klaipėda                                 | Granitas Kaunas                                   |
| 2017 | Dragūnas Klaipėda                                 | Alytaus RK                                        | Granitas Kaunas                                   |
| 2018 | Dragūnas Klaipėda                                 | Šviesa Vilnius                                    | Granitas Kaunas                                   |
| 2019 | Dragūnas Klaipėda                                 | Šviesa Vilnius                                    | Alytaus RK                                        |
| 2020 | A koronavírus-járvány miatt nem avattak bajnokot. | A koronavírus-járvány miatt nem avattak bajnokot. | A koronavírus-járvány miatt nem avattak bajnokot. |
| 2021 | Šviesa Vilnius                                    | Alytaus RK                                        | Dragūnas Klaipėda                                 |
| 2022 | Šviesa Vilnius                                    | Granitas Kaunas                                   | Dragūnas Klaipėda                                 |
| 2023 | Šviesa Vilnius                                    | Dragūnas Klaipėda                                 | Granitas Kaunas                                   |
| 2024 | Šviesa Vilnius                                    | Dragūnas Klaipėda                                 | Granitas Kaunas                                   |
| 2025 | Dragūnas Klaipėda                                 | HC Pasvalio                                       | Šviesa Vilnius                                    |

## Lásd még
- Litván női kézilabda-bajnokság (első osztály)
- Szovjet férfi kézilabda-bajnokság (első osztály)